# Harmadik Evangjeli-kormány
A harmadik Evangjeli-kormány az 1912-ben függetlenné vált Albánia időrendben huszadik (az ügyvezető kormányszerveket is számolva harmincegyedik), 1931. április 20-a és 1932. december 7-e között hivatalban lévő, Pandeli Evangjeli vezette kormánya volt. A korábbi kabinetet szintén Evangjeli vezette, 1931-ben induló újabb kormányfői mandátuma során azonban belpolitikai és gazdasági szempontból is több kihívással kellett szembenéznie. Az ország és vezetői igyekeztek ugyan felvenni a harcot az egyre erőteljesebb olasz politikai és gazdasági befolyással, a közvélemény azonban aggodalommal szemlélte az olaszok térnyerését az élet megannyi területén. I. Zogu albán király és a kormány egyre erőteljesebb kézzel fojtották el az elégedetlenség hangjait, 1932-ben az Albán Királyság 1928 óta tartó történelmének legnagyobb államellenes szervezkedési perére került sor. Ezzel párhuzamosan az olasz kormány folyamatos nyomás alatt tartotta albán partnereit, sürgették a két ország közötti gazdasági és pénzügyi megállapodás, majd a vámunió tető alá hozását, emellett az albán közigazgatásba, hadseregbe, termelésbe, oktatásba beszivárgott szakértőiken keresztül egyre erőteljesebb propagandát fejtettek ki a kis balkáni országban. Albánia függetlensége veszélyben volt, a gazdasági realitások azonban nem tették lehetővé az olasz közeledések egyértelmű elutasítását. Ezért I. Zogu és az Evangjeli-kormány hónapokon át húzódó pávatáncba fogott, amelynek során bizonyos olasz kéréseknek utat engedtek, de a vámunió és a sarkalatosabb gazdasági kérdések tekintetében hajthatatlanok maradtak. A közvélemény egyre határozottabban követelte egy nacionalista, nemzeti érdekvédő kormány felállítását. Az 1932-es nemzetgyűlési választást követően Evangjeli lemondott, kormánya feloszlott, de egy hónappal később ismét ő alakíthatott kormányt.

## Megalakulása és összetétele

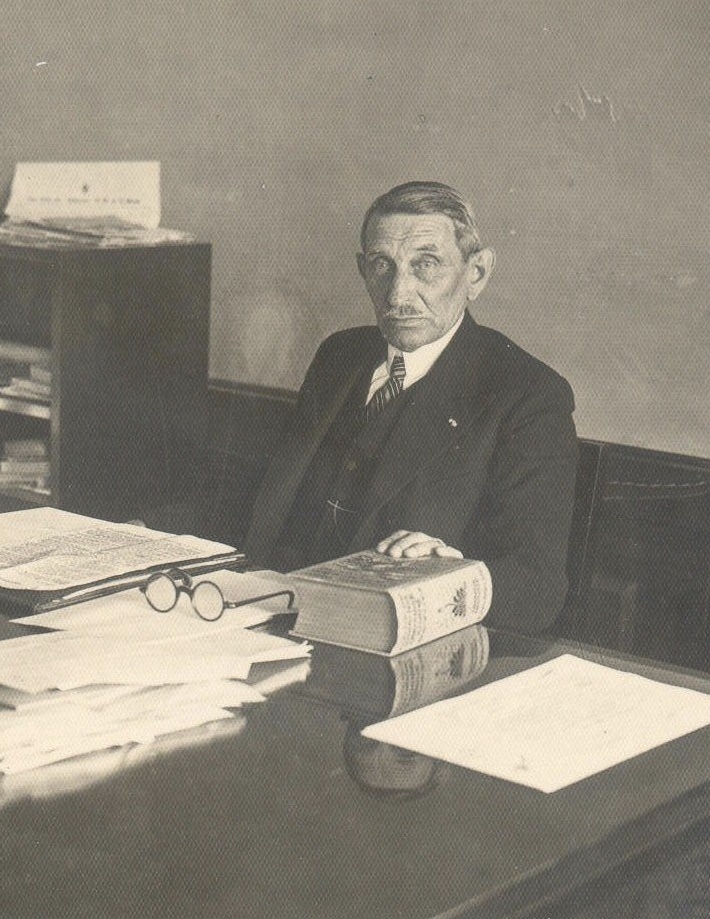
Evangjeli 1930-ban

Pandeli Evangjeli 1930 márciusában beiktatott második kormánya 1931 tavaszán nehéz helyzetbe került, amikor az országot sújtó gazdasági helyzet miatt újraindultak a tárgyalások Olaszország és Albánia között a korábbi államközi pénzügyi segélyezés megújításáról. Az olasz befolyás növekedésétől tartó közvélemény és a politikai körök nagy része felzúdulással fogadta az egyeztetések hírét, végül I. Zogu albán király 1931. április 11-én feloszlatta Evangjeli kabinetjét. Kilenc nappal később, április 20-án az uralkodó kinevezte az ország új kormányát, a miniszterelnöki megbízást azonban újra Evangjeli kapta. A korábbi kabinetből továbbra is Musa Juka maradt a belügyi, Hilë Mosi az oktatásügyi, Izet Dibra pedig a közmunkaügyi tárca vezetője. A kabinet új tagjai Hysen Vrioni külügyminiszter, Lame Kareco pénzügyminiszter és Milto Tutulani igazságügy-miniszter lettek. Sait Toptani három hónappal később csatlakozott a kabinethez és állt a nemzetgazdasági minisztérium élére.
| Az Evangjeli-kormány minisztertanácsának tagjai | Az Evangjeli-kormány minisztertanácsának tagjai | Az Evangjeli-kormány minisztertanácsának tagjai |
| Név                                             | Tisztség                                        | Hivatali idő                                    |
| ----------------------------------------------- | ----------------------------------------------- | ----------------------------------------------- |
| Pandeli Evangjeli                               | miniszterelnök                                  | 1931. április 20. – 1932. december 7.           |
| Pandeli Evangjeli                               | ügyvivő nemzetgazdasági miniszter               | 1931. április 20. – 1931. július 25.            |
| Hysen Vrioni                                    | külügyminiszter                                 | 1931. április 20. – 1932. december 7.           |
| Musa Juka                                       | belügyminiszter                                 | 1931. április 20. – 1932. december 7.           |
| Milto Tutulani                                  | igazságügy-miniszter                            | 1931. április 20. – 1932. december 7.           |
| Lame Kareco                                     | pénzügyminiszter                                | 1931. április 20. – 1932. december 7.           |
| Hilë Mosi                                       | oktatásügyi miniszter                           | 1931. április 20. – 1932. december 7.           |
| Izet Dibra                                      | közmunkaügyi miniszter                          | 1931. április 20. – 1932. december 7.           |
| Sait Toptani                                    | nemzetgazdasági miniszter                       | 1931. július 25. – 1932. december 7.            |

## Tevékenysége
A kormány átszervezése pusztán a közhangulat ideiglenes lecsillapítására volt elég, érdemi változást nem hozott a fő politikai irányvonalakat illetően: az erős kezű belpolitikai irányítás, a kül- és gazdaságpolitika kényszerű olaszorientációja tovább folyt.

### Belpolitika
A korábbi, a királyság 1928-as kikiáltását követő időszakhoz képest 1931-re megsokasodtak a belpolitikai problémák Albániában. A közvélemény számára a legnagyobb probléma – a gazdasági helyzet mellett – az olasz politikai befolyás növekedése volt, az uralkodóval és a kormánnyal szembeni ellenérzés fokozatosan növekedett. Bár a második Evangjeli-kormány korábban erős cenzúrát vezetett be, a belső ellenzék elégedetlensége nőttön nőtt, és válaszul a kormányzat harca is kiéleződött a „belső ellenséggel” szemben. 1932 júniusában a tiranai politikai bíróság távollétükben államellenes szervezkedés vádjával halálra ítélte a koszovói Gani és Hasan Kryeziut. 1932. szeptember 16-án egy különbíróság kezdte meg az ítélkezést a fővárosban egy még a nyáron „leleplezett”, vélhetően koholt, de mindenképpen eltúlzott Zogu-ellenes szervezkedés ügyében. Ennek során mintegy kétszáz embert – főként értelmiségieket, ügyvédeket, orvosokat, tisztviselőket, üzletembereket és leszerelt katonatiszteket – tartóztattak le országszerte. Végül negyvenkilencük ellen emeltek vádat, és hét esetben hoztak halálos ítéletet. Három évvel később, 1935. február 13-án a halálra ítéltek büntetését életfogytiglan letöltendő szabadságvesztésre változtatták.
Emellett I. Zogunak és a kabinetnek egyaránt volt arra gondja, hogy a modern, nyugatias kormányzás illúzióját fenntartsák. Külföldi szakértőket kértek fel Albánia korrupciós helyzetének feltérképezésére, 1932 márciusában pedig az albán nemzetgyűlés elfogadta az ország új, olasz és német minták alapján kidolgozott, korszerű kereskedelmi törvénykönyvét. Különösen tanulságosan zárultak a korrupcióellenes vizsgálatok, amelyekkel az udvari főellenőrnek kinevezett Walter Stirling brit alezredest bízták meg. 1931 májusában Stirling eljárást indított a belügyminiszter Musa Juka és az uralkodó főtanácsadója, Abdurraman Salih Mati ellen. A vád mindkettejük ellen sorozatos befolyással való üzérkedés és vesztegetés elfogadása volt, miután azonban I. Zogu és a kormány legszűkebb köréhez tartoztak, az uralkodó azonnal leállította az ellenük folyó vizsgálatot. Stirling ily módon értelmetlenné vált tisztségéről lemondott, és elhagyta Albániát. Távozása ellenére a korrupcióellenes bizottság munkája tovább folyt. Ennek eredményeként 1932 októberében sikkasztás és korrupció vádjával hivatalosan lepecsételték az államkincstári hivatal helyiségeit. Az irattárban elvégzett nyomozás bennfentes dohányjegy-kereskedelemre és hatalmas összegű károkozásra derített fényt, amelynek eredményeként több kincstári és adóhatósági vezetőt letartóztattak és elítéltek.

### Gazdaság és külpolitika

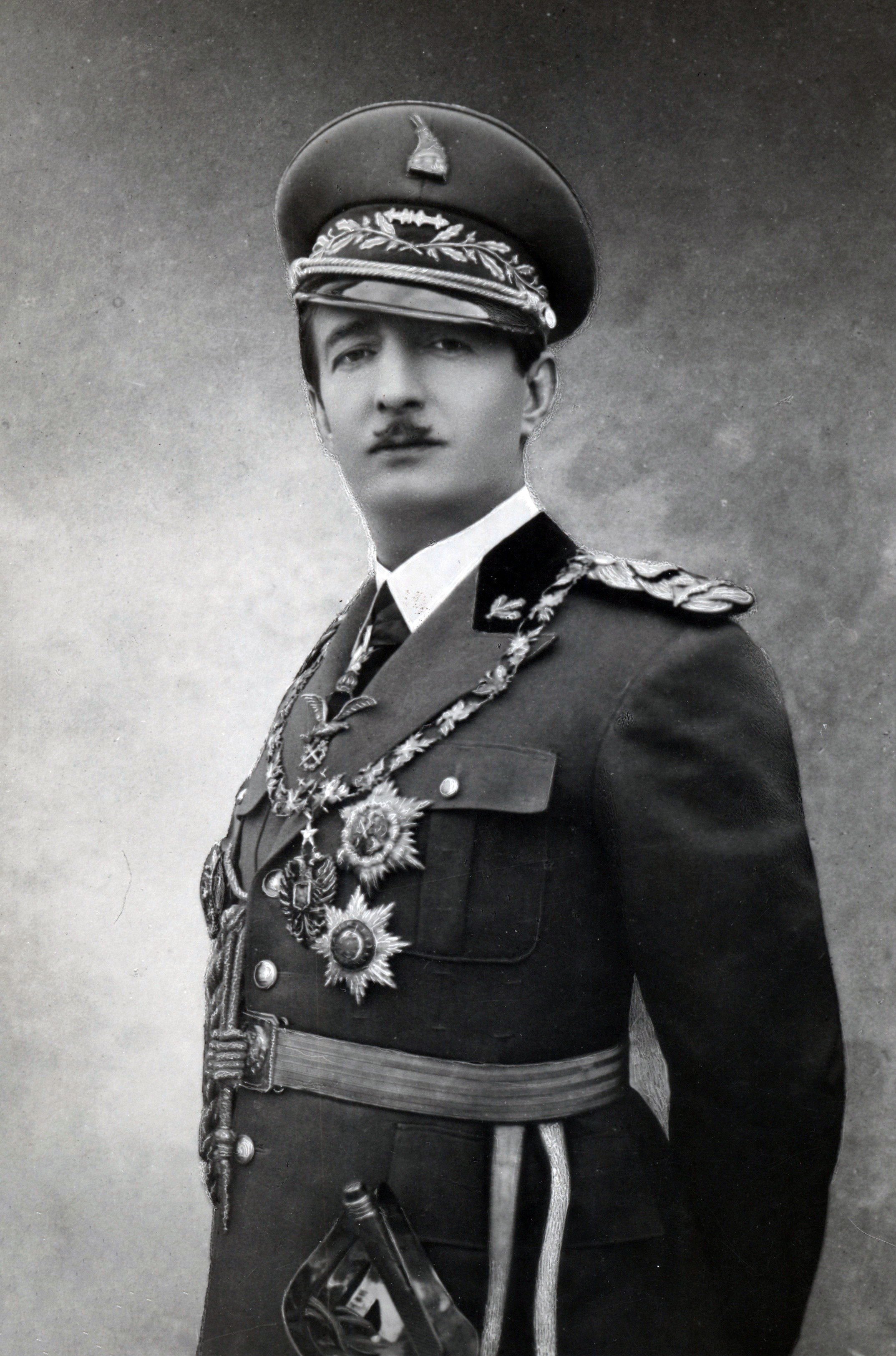
I. Zogu

Az olaszokkal 1931 tavaszán megkezdett tárgyalások a pénzügyi támogatásról szintén tovább folytak. Az Evangjeli-kabinet Antonio Meli Lupi di Soragna tiranai olasz követtel, illetve Alberto Pariani katonai attaséval párhuzamosan egyeztetett a szubvenció kereteiről. Míg az olasz követ nem kötötte politikai-katonai feltételekhez a pénzügyi támogatást, Pariani kifejezetten ragaszkodott ahhoz, hogy a segély nagy részét az olaszok által meghatározott katonapolitikai célokra fordítsák. Pariani elképzelései arra utaltak, hogy az olasz vezetők addig leginkább diplomáciai fronton megnyilvánuló Albánia-politikájukat egy nyersebb, alig rejtetten expanziós stratégiával készülnek felváltani. A két ország képviselői 1931. június 26-án Rómában írták alá az újabb – Albánia számára tulajdonképpen kedvező feltételeket tartalmazó – egyezség tervezetét, amelynek három legfőbb eleme a következő volt:
1. az olasz kormány tíz éven keresztül kamatmentes, az albán gazdaság megkívánta, de évente legfeljebb tízmillió aranyfrankos hitelt biztosít gazdasági és művelődési célokra, illetve az államháztartási hiány fedezésére;
2. az albán kormány a segélyt visszafizeti, amint gazdasági lehetőségei lehetővé teszik, de csak amennyiben az államháztartás bevételei elérik az ötvenmillió frankot;
3. az olasz pénzügyi támogatás felhasználásáról egy az albán kormány által kinevezett, két olasz, illetve két albán tagból álló bizottság dönt.[12]

Bár az egyezséget még az albán királynak is szentesítenie kellett, az olasz befolyás megnövekedése szinte rögtön tetten érhető lett az ország mindennapjaiban. Így például noha Zogu államférfiként a korábbi években erőfeszítéseket tett az irredentizmus, a Nagy-Albánia-elképzelések visszaszorítására, 1931 augusztusában már arról kapott jelentéseket, hogy az albán hadsereg új olasz tisztjei nacionalista és jugoszlávellenes eszmékkel tüzelik albán bajtársaikat. Az albán uralkodó tétovázott szentesíteni az egyezséget, noha az olasz diplomácia és katonai vezetés minden eszközt bevetett a meggyőzésére. Végül 1931 novemberében I. Zogu kijelentette, hogy a kétoldalú kapcsolatokat továbbra is az 1927-es államközi szerződés szabályozza, az albán belpolitikai és gazdasági helyzet nem igényli az olaszok intenzív közreműködését és Albánia feletti bábáskodását. Az olasz törekvéseknek szembeszegülő albán uralkodót hazájában a hazafias és nacionalista körök ünnepelték, ugyanakkor döntése következményeként az olasz–albán kapcsolatok következő öt évét az egymást követő válsághelyzetek jellemezték. A még június 26-án felállított pénzügyi vegyesbizottság feloszlott, Olaszország a segély esedékes részleteinek befagyasztásával fenyegetőzött, az Albániában működő olasz cégek pedig elkezdték benyújtani a számlát addigi befektetéseikért, akár a vámbevételek terhére is. Ráadásul 1932 elejére volt ütemezve a legnagyobb olasz befektetőnek, a Società per lo Sviluppo Economico dell’Albaniának (SVEA) visszafizetendő első, 8 millió aranyfrankos részlet.
Az albán gazdaság nem viselte volna el ezeket a terheket, amit később az 1932-es év gazdasági mérlege is visszaigazolt: Albánia 4,5 millió aranyfrankos kiviteli mérleg mellett 22,8 millió aranyfrank értékben behozatalra szorult (jóllehet, 1928 óta ekkor volt a legkisebb a mérleghiány). A lakosság egy részének megélhetését az Amerikai Egyesült Államokba kivándorolt albánok által családtagjaiknak hazaküldött pénz biztosította, amelynek összege évi 3-5 millió aranyfrank között mozgott a nagy gazdasági világválság után is. Bár I. Zogu igyekezett alternatív lehetőségeket felkutatni országa pénzügyi finanszírozására, az egyetlen reális alternatíva az államcsőd elkerülésére az Olaszországgal való együttműködés maradt. 1931 decemberében I. Zogu felkérte az olaszokkal jó kapcsolatot ápoló korábbi gazdasági minisztert, Fejzi Alizotit egy új költségvetés elkészítésére, a még fennmaradt tartozások visszafizetésének ütemezésére. Zogu és Alizoti egyeztetéseik során abban egyeztek meg, hogy a közigazgatási és hadi kiadásokat 50%-kal, mintegy 10 millió aranyfranknyi összeggel visszanyesik, valamint jelentős elbocsátásokat rendelnek el a hivatásos katonatiszti állomány és a köztisztviselői kar köreiben. Alizoti kérdésére, hogy őfelsége miért nem az Evangjeli-kormányt bízta meg a feladattal, az uralkodó válasza annyi volt, hogy a kabinet hasznavehetetlen, és hamarosan egyébként is változások várhatóak a végrehajtó hatalomban, amelynek eredményeként Alizoti lehet az új pénzügyminiszter. I. Zogu azonban nem fedte fel kártyalapjait: ténylegesen abban reménykedett, hogy Alizoti révén mindez az olaszok fülébe jut, akik az évek során általuk felhizlalt albán hadsereg leépítését látva lépéskényszerbe kerülnek.
Az albán király számítása bevált, 1932 januárjában a SVEA egyéves moratóriumot hirdetett, ezzel az albán állam 8 millió aranyfrankos törlesztési kötelezettségétől egy időre megszabadult. 1932 februárjában az olasz kormány jegyzéket intézett I. Zoguhoz, amelyben a katonai és gazdasági célú pénzügyi támogatás további folyósítása és a költések feletti olasz ellenőrzés újratárgyalására kérték az albán uralkodót, egyúttal kőolaj-kitermelési és villamosenergiai koncessziókért folyamodtak. Utóbbiakba I. Zogu azonnal beleegyezett. A pénzügyi megállapodás kérdését azonban továbbra is lebegtette, jóllehet, arra semmilyen esély nem mutatkozott, hogy Albánia akár az egyéves moratórium leteltével is képes lenne kölcsön-visszafizetési kötelezettségeinek megfelelni.
Az államközi kölcsön kérdése 1932 során ráadásul másodrendűvé vált Olaszország vámuniós törekvései mellett. A kezdeményezést az előző időszakban I. Zogu mindannyiszor visszaverte, egyrészt mert országa függetlenségére nézve veszélyes lépésnek tartotta, másrészt a vámunió következményeként Albánia elveszítette volna az egyébként is szűkös exporttevékenységből származó költségvetési bevételei jelentős részét (1928 óta Olaszországba irányult az albán kivitel 60%-a). Az év derekán az olasz kormány a vámunió mellett – ellentételezésül felajánlva az albán állam adósságainak határozatlan idejű visszafizetését – egy sor olyan követeléssel állt elő, amelyek az albán gazdaság és mindennapi élet számos szegmensét közvetlen olasz irányítás alá helyezték volna. Ajánlatokat tettek az ország cukoripara, távíró- és villamoshálózata feletti monopóliumra, követelték a brit csendőrtisztek leváltását olasz rendvédelmi tisztekkel, a kötelező olasztanítás bevezetését az albán iskolarendszerben, albán fasiszta párt alapítását, valamint az olasz állampolgárok letelepedésének adminisztratív megkönnyítését.

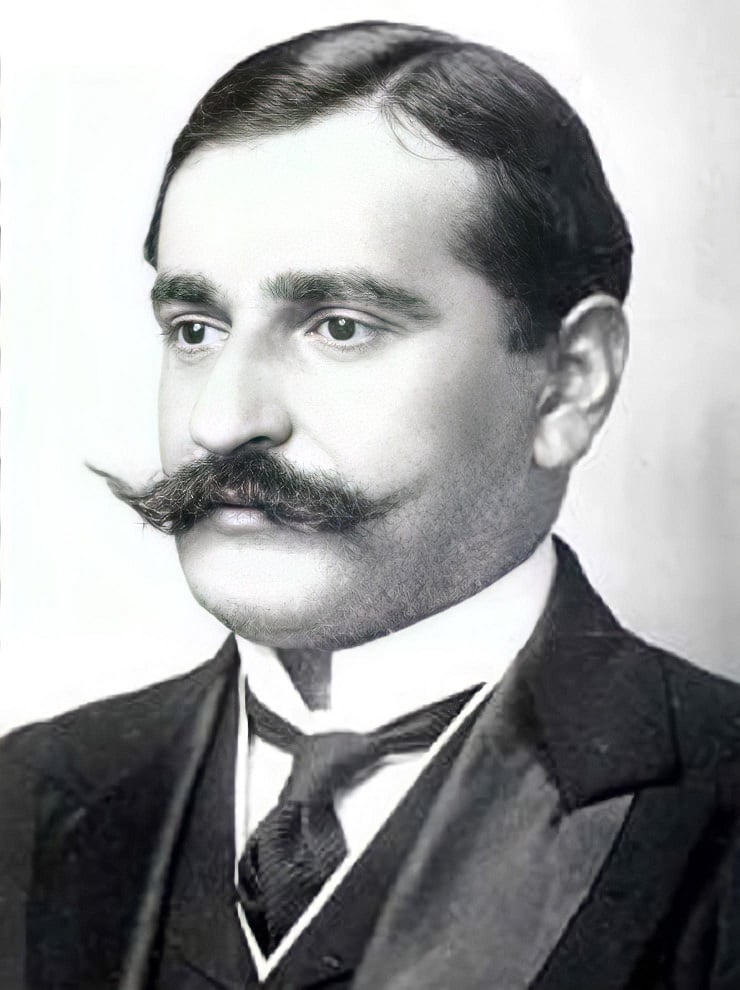
Hilë Mosi oktatási miniszter

Az uralkodó és az Evangjeli-kormány igyekeztek ellenállni a nyomásnak, és megtették a maguk ellenlépéseit is az olasz befolyás mérséklésére. 1932 folyamán kiutasították az olasz katonai szakértőket és tanácsadókat az országból, nem voltak hajlandóak lazítani az Olaszországból kiinduló bevándorlás keretszámain. Hilë Mosi oktatási miniszter előterjesztésére 1932 szeptemberében megszületett az iskolarendszer államosításáról szóló törvényrendelet. Az iskolák állami kézbe vétele mögötti cél elsősorban az olasz és az általuk támogatott észak-albániai katolikus körök befolyásának letörése volt. A kormány álláspontja szerint az olasz érdekek és propagandacélok eddigre az iskolarendszert és a tanrendet is áthatották. A törvény megszüntetett minden külföldi fenntartású tanintézetet, egyúttal szabadságvesztéssel büntette albán állampolgárok külföldi beiskoláztatását és külföldi ösztöndíjak elfogadását. A törvény végrehajtására csak az elkövetkező évben, 1933-ban, a negyedik Evangjeli-kormány megbízatása alatt került sor. Ugyanakkor a gazdasági realitások elől nem dughatták homokba a fejüket, és a háttérben engedték az olasz tőke terjeszkedését. Az olasz Agip megszerezte a Fier körüli kőolajmezők kitermelése feletti koncessziót, a SVEA kezében összpontosult az országban zajló közberuházások és építkezések nagy része, olasz tanári karral négy műszaki középiskola kezdte meg a működést az országban. Történtek olyan nonprofit beruházások is az olaszok jóvoltából, amelyek Albánia modernizálását szolgálták. 1931-ben például a fővárosban elkészültek a minden igényt kielégítő kormányépületek, 1932-ben ugyancsak Tiranában egy 250 ágyas korszerű kórházat adtak át.
Az olasz kormány az albán politikai vezetők pávatánca láttán először tanácstalannak mutatkozott. 1925-től az 1932-es évig az olasz költségvetésből beruházásokon, segélyeken, szakértői kiküldetéseken, cégeken és nonprofit egyesületeken keresztül mintegy 1 milliárd lírát csatornáztak át albániai politikai, katonai, gazdasági és oktatási célokra. Egyfelől az olasz közvélemény időszerűnek látta volna, hogy a befektetésből származó politikai-gazdasági előnyök megmutatkozzanak, másfelől azonban az olasz kormány attól tartott, nyílt agresszióval vagy az államközi viszony elmérgesítésével végleg eleshetnek a reménybeli politikai és gazdasági nyereségektől. Végül az olaszok 1932 decemberére a nyomás fokozása mellett szánták el magukat. Eqrem Libohova udvar körüli miniszter 1932 decemberében római látogatásából hazatérve tárta az albán uralkodó és a kormány elé az újabb, ezúttal határozottabb olasz terveket. A római kormány ekkor már a pénzügyi támogatás feltételéül szabta a két ország vám- és kereskedelmi unióját. I. Zogu felállított egy háromtagú bizottságot a kérdés megvizsgálására, amely csakhamar egyhangúlag amellett foglalt állást, hogy a lépés Albánia függetlenségét csorbítaná. Az uralkodó ennek megfelelően eltökélt volt a vámunió elutasításában, a kormány azonban inkább az ajánlat elfogadására hajlott volna. A közvélemény felzúdult, az albán érdekeket harcosabban védő, keményvonalas, nacionalista kormány felállítását követelte.

## Feloszlása
A kormányváltáshoz kedvező időpontul kínálkozott az 1932. őszi nemzetgyűlési választás. Az 1932. szeptember 9-én megindult, elhúzódó voksolás második fordulója november 11-én vette kezdetét. A választás lezárultával, figyelemmel az országszerte megnyilvánuló olasz- és kormányellenes elégedetlenségre, 1932. december 7-én Pandeli Evangjeli benyújtotta lemondását, kormánya feloszlott.
Ezúttal egy hónapot kellett várni arra, hogy az uralkodó meghozza döntését az új albán miniszterelnök személyéről. 1933. január 11-én aztán meglepetésre ismét Pandeli Evangjelit bízta meg a kormányalakítással, s az új kabinetben az előző években a belügyminiszteri pozíciót betöltő Musa Juka is tárcát kapott.